# نافيبانك سايغون
نادي نافيبانك سايغون (بالفيتنامية: Câu lạc bộ bóng đá Navibank Sài Gòn)‏ ويعرف اختصارا بنافيبانك هو نادي كرة قدم احترافي ومقره مدينة هو تشي منه الفيتنامية. ويلعب الفريق الدوري الفيتنامي على ملعب ثونغ نهات. تم تأسيس الفريق في عام 2009.

## وصلات خارجية
- الموقع الرسمي